# القبعة (المخادر)

تعديل مصدري - تعديل

القبعة هي إحدى قرى عزلة بني سرحة بمديرية المخادر التابعة لمحافظة إب، بلغ تعداد سكانها 1159 نسمة حسب تعداد اليمن لعام 2004.